# Клисура (Демир Капија)
Клисура (мкд. Клисура) је насеље у Северној Македонији, у јужном делу државе. Клисура је насеље у оквиру општине Демир Капија.

## Географија
Клисура је смештена у јужном делу Северне Македоније. Од најближег града, Кавадараца, село је удаљено 40 km источно.
Село Клисура се налази у историјској области Тиквеш. Село је смештено у долини Вардара, на месту где се из долине издижу најсевернији огранци планине Кожуф. Надморска висина села је приближно 260 метара надморске висине.
Месна клима је измењена континентална са значајним утицајем Егејског мора (жарка лета).

## Срби у месту
Међу пренумерантима српских књига срећу се спорадично читаоци из Клисуре. Највише је Срба али има и Цинцара. Тако је 1827. године у Стеријиној књизи "Невиност" записано неколико Клисураца са југа. Били су то у Београду: Дука Бешика трговац, Константин Бошко трговац, Константин Петровић трговац, Димитрије Шаган трговац и Петар Сантелариј трговац. Јавља се другом приликом 1833. године као читалац Возаревићевих "Басни", у Београду, Никола Дука Бешика купац и житар родом из Клисуре.
У месту је између 1868-1874. године радила српска народна школа.

## Становништво
Клисура је према последњем попису из 2002. године имала 3 становника.
Већинско становништво у насељу су етнички Македонци (100%).
Претежна вероисповест месног становништва је православље.